# Diocesi di Goma
La diocesi di Goma (in latino Dioecesis Gomaënsis) è una sede della Chiesa cattolica nella Repubblica Democratica del Congo suffraganea dell'arcidiocesi di Bukavu. Nel 2021 contava 572.519 battezzati su 1.499.337 abitanti. È retta dal vescovo Willy Ngumbi Ngengele, M.Afr.

## Territorio
La diocesi comprende la città di Goma,  i territori di Masisi e Rutshuru e parte di quello di Walikame nella provincia del Kivu Nord, e parte del territorio di Kalehe nella provincia del Kivu Sud, nella Repubblica Democratica del Congo.
Sede vescovile è la città di Goma, dove si trova la cattedrale di San Giuseppe.
Il territorio si estende su circa 25.000 km² ed è suddiviso in 32 parrocchie.

## Storia
Il vicariato apostolico di Goma fu eretto il 30 giugno 1959 con la bolla Qui hominum di papa Giovanni XXIII, ricavandone il territorio dal vicariato apostolico di Bukavu (oggi arcidiocesi).
Il 10 novembre dello stesso anno il vicariato apostolico è stato elevato a diocesi con la bolla Cum parvulum dello stesso papa Giovanni XXIII.

## Cronotassi dei vescovi
Si omettono i periodi di sede vacante non superiori ai 2 anni o non storicamente accertati.
- Joseph Mikararanga Busimba † (1º marzo 1960 - 7 settembre 1974 deceduto)
- Faustin Ngabu (7 settembre 1974 succeduto - 18 marzo 2010 ritirato)
- Théophile Kaboy Ruboneka (18 marzo 2010 succeduto - 23 aprile 2019 ritirato)
- Willy Ngumbi Ngengele, M.Afr., dal 23 aprile 2019

## Statistiche
La diocesi nel 2021 su una popolazione di 1.499.337 persone contava 572.519 battezzati, corrispondenti al 38,2% del totale.
| anno | popolazione | popolazione | popolazione | presbiteri | presbiteri | presbiteri | presbiteri                | diaconi | religiosi | religiosi | parrocchie |
| anno | battezzati  | totale      | %           | numero     | secolari   | regolari   | battezzati per presbitero | diaconi | uomini    | donne     | parrocchie |
| ---- | ----------- | ----------- | ----------- | ---------- | ---------- | ---------- | ------------------------- | ------- | --------- | --------- | ---------- |
| 1969 | 216.364     | 832.893     | 26,0        | 64         | 18         | 46         | 3.380                     |         | 77        | 63        | 13         |
| 1980 | 313.862     | 1.164.022   | 27,0        | 59         | 14         | 45         | 5.319                     |         | 73        | 83        | 14         |
| 1990 | 581.758     | 1.545.855   | 37,6        | 91         | 42         | 49         | 6.392                     |         | 80        | 154       | 16         |
| 1997 | 639.345     | 1.634.494   | 39,1        | 88         | 54         | 34         | 7.265                     |         | 85        | 148       | 18         |
| 2002 | 676.574     | 1.944.572   | 34,8        | 78         | 45         | 33         | 8.674                     |         | 89        | 156       | 21         |
| 2004 | 795.210     | 2.039.000   | 39,0        | 101        | 58         | 43         | 7.873                     |         | 90        | 203       | 23         |
| 2006 | 795.210     | 2.039.000   | 39,0        | 105        | 62         | 43         | 7.573                     |         | 90        | 203       | 23         |
| 2013 | 875.000     | 2.211.000   | 39,6        | 138        | 79         | 59         | 6.340                     |         | 128       | 257       | 26         |
| 2016 | 567.648     | 1.443.000   | 39,3        | 141        | 92         | 49         | 4.025                     |         | 145       | 252       | 28         |
| 2019 | 650.184     | 1.460.510   | 44,5        | 161        | 99         | 62         | 4.038                     |         | 154       | 292       | 28         |
| 2021 | 572.519     | 1.499.337   | 38,2        | 183        | 119        | 64         | 3.128                     |         | 155       | 304       | 32         |